# Faculdade Estadual de Filosofia, Ciências e Letras de Paranaguá
A Faculdade Estadual de Educação Ciências e Letras de Paranaguá (Fafipar) é uma instituição pública de ensino superior mantida pelo governo estadual, com sede na cidade de Paranaguá, integrante da Universidade Estadual do Paraná (Unespar).